# Josef Fellner
Josef „Sepp“ Fellner (* 5. Mai 1909 in Wien, Österreich-Ungarn; † 21. Juli 1964 ebenda) war ein österreichischer Komponist des Wienerlieds.

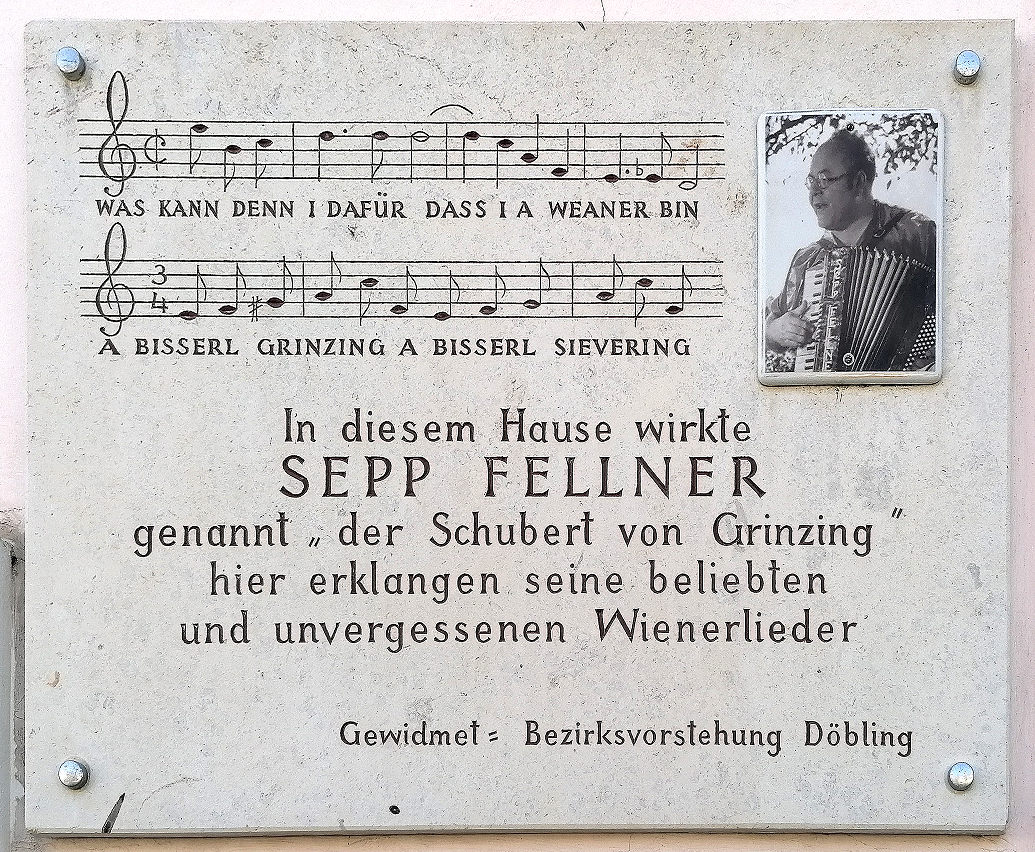
Gedenktafel für Sepp Fellner am Haus Himmelstraße 29

## Leben
Nach privatem Klavierstudium und Mitwirkung in der Bauernkapelle der Eltern (D´Oba-Innviertler) war er in der Wirtschaft tätig (Diplom an der Hochschule für Welthandel in Wien) und setzte sein Organisationstalent in diversen Wienerliedorganisationen, der AKM und dem ÖKB ein.
Am 31. Mai 1938 beantragte er die Aufnahme in die NSDAP und wurde rückwirkend zum 1. Mai desselben Jahres aufgenommen (Mitgliedsnummer 6.235.257).
Fellner wurde auf dem Grinzinger Friedhof in Wien in einem ehrenhalber gewidmeten Grab der Stadt Wien beerdigt.

## Familie
Sein gleichnamiger Vater (* 15. Februar 1877 in Saffen; † 31. August 1936 in Mittersill) und sein gleichnamiger Sohn (* 15. Oktober 1934 in Wien, † 13. März 1999 ebenda) waren ebenfalls Musiker und Komponisten.

## Kompositionen
- Was kann den I dafür, dass I a Weaner bin
- A bisserl Grinzing – a bisserl Sievering
- Sei net z’wider
- S’Nußdorfer Sternderl
- Du lieber Hallodri
- Mein Herz ist verliebt in die Wienermusik
- Rhumba aus Grinzing
- Der arme Fakir von Haiderabad
- In Kritzendorf gibt’s soviel Gelsen